# 김재욱 (희극인)
김재욱(1979년 8월 17일 ~ )은 대한민국의 희극 배우이자, 가수다. 인덕대학에서 방송연예와 동양대학교에서 연극영화를 졸업했으며, 소속사는 쇼타임엔터테인먼트다. 2005년에는 KBS 20기 공채 개그맨으로 데뷔했다. 데뷔 전인 2004년 KBS 《전국노래자랑》 - 서울특별시 성북구편에서 인기상을 수상했던 경력도 있다. 개그맨들이 뭉친 개그돌 그룹 '지존' (G-Zone)의 멤버이기도 하다. 2013년 10월 20일 스튜어디스 박세미와 결혼했다. 2020년대 들어서 트로트 가수 김재롱으로 활동하고 있다.

## 학력
- 인덕대학 방송연예과 졸업
- 동양대학교 연극영화과

## 연기 활동

### 방송
- 《개그콘서트》(KBS2)
  - 〈봉숭아 학당〉제니퍼, 나일출 역
  - 〈뮤지컬〉
  - 〈노래교실 살리고〉
  - 〈집으로〉삼촌 역
  - 〈매직퍼모먼스〉
  - 〈테러 진압 아이리스〉
  - 〈참으show〉
  - 〈귀신이 산다〉
  - 〈이런 붕~닭〉
  - 〈달려라 울언니〉
  - 〈노 브레인〉
  - 〈언발라드〉
  - 〈생각대로 쇼!〉
  - 〈슈퍼스타 KBS〉일출스님, 뽕브라더스 역
  - 〈파라킹홈쇼핑〉
  - 〈그땐 그랬지〉할머니 역
  - 〈호랭이언니들〉
  - 〈멘붕스쿨〉납득이 역
  - 〈피곤한 가족〉
  - 〈아빠와 아들〉
  - 〈건달의 조건〉
  - 〈댄수다〉막시무스 역
  - 〈시청률의 제왕〉
  - 〈전설의 레전드〉
  - 〈두근두근〉
  - 〈사건의 전말〉미스터 K 역
  - 〈예뻐! 예뻐?〉김승혜의 남자친구 역
  - 〈이.개.세 (이 개그맨들이 사는 세상)〉
  - 〈닭치高〉반반치킨 역
  - 〈핫이슈〉
  - 〈리액션 야구단〉
- 2005년 《폭소클럽》(KBS2)
- 2009년 《해피선데이》(KBS2)
  - 〈1박2일〉《시청자투어 편》
- 2010년 《체험 삶의 현장》(KBS2)
  - 〈860회 아이들과 함께한 하루〉
- 2012년 《출발드림팀 시즌 2》(KBS2)
- 2016년 《천상의 약속》(KBS2)
- 2017년 《비바앙상블》(KBS2)
- 2017년 《웃찾사 - 레전드 매치》(SBS)
  - 〈오빠가 너무해 〉(2017.03.22 ~ 2017.05.31)
- 2018년 《반짝반짝 들리는》(KBS2)
- 2020년 《트로트의 민족》 (MBC)
- 2021년 《여신강림》 (tvN)

### 케이블 방송
- 《내가 매일 기쁘게》(CTS, 2008년)
- 《소녀시대의 Hello Baby》(KBS Joy, 2009년)
- 《하쿠나마타타》(MBC Every1, 2010년)
- 《게임정보상황실 GP》(Ongamenet, 2011년)
- 《코미디 빅리그》(tvN, 2011년)
- 《뉴스 & 이슈》(YTN, 2012년)
- 《환상거탑》(tvN, 2013년)
- 《트로트 엑스》(Mnet, 2014년) - Top16

### 뮤지컬
- 2007년 《날아라 슈퍼보드》
- 2009년 《우리는 개그맨이다》

### 드라마
- 2020년 tvN 《여신강림》 - MC 재롱 역 (특별출연)

## 홍보대사
- 2008년 서울인형전시회 홍보대사
- 2012년 헌혈 홍보대사

## 앨범
- 2007 개그콘서트 캐롤앨범 (2007년).
  - 〈Santaclaus Is Coming To Town〉
  - 〈트롯캐롤 제니퍼〉
- 개그캠프 (2007년).
- G-Zone - 그룹 '지존' (2008년).
- Show Time - 그룹 '지존' (2010년).
- 2010 재미있는 Gag 크리스마스 Carol (2010년).
  - 〈Trot Carol〉
- 거짓말쟁이 (2011년).

## 유행어
- 하이 헬로우 안녕~? 21세기를 함께하는 미디어 아티스트 제니퍼에요~!, 아티스트 제니퍼와 함께하면~호랑이기운이 솟아나요~, 누구 맘대로? 제니퍼 맘대로~!, 휘리릭 뿅~ 퓨전!(봉숭아학당)
- 일출 일출!, 안녕하세요! 일출이에요!(봉숭아학당)
- 아 납득이 안 돼요 진짜 납득이!, 아 진짜 어떡하지? 진짜, ~여친 사귀는 거 어렵지 않아요!, 이게 컨셉!, 임펙트!, 게임 오바! 디 엔드~!(멘붕스쿨)
- 띠아오 무채시모!, 00할 수 있으니까!(댄수다)
- 안돼! 안돼!(사건의 전말)
- 반반치킨 입니다. (닭치高)